# Errol Flynn
Errol Leslie Flynn (n. 20 iunie 1909, City of Hobart⁠(d), Tasmania, Australia – d. 14 octombrie 1959, Vancouver, British Columbia, Canada) a fost un actor australian, cunoscut pentru rolurile sale romantice din filmele de capă și spadă de la Hollywood.

## Copilăria și începutul carierei
Errol Flynn s-a născut în Hobart, Tasmania, Australia, unde tatăl său, Theodore Thomson Flynn, a fost lector universitar (1909) și apoi profesor universitar de biologie (1911) la Universitatea din Tasmania. Ambii săi părinți erau australieni cu descendențe irlandeze și britanice.
Errol s-a dus în Sydney, New South Wales, când era copil și a mers la Sydney Church of England Grammar School, de unde a fost exmatriculat pentru violență și, se spune, pentru că a întreținut relații sexuale cu femeia de serviciu. A fost, de asemenea, exmatriculat de la celelalte școli la care a mers. La vârsta de 20 de ani s-a mutat în Noua Guinee unde a cumpărat o plantație de tutun, o afacere care a dat greș.
La începutul anilor 1930, Flynn a părăsit țara sa natală pentru a veni în Marea Britanie și, în 1933, a obținut un post de actor pentru Northampton Repertory Company, o slujbă care a durat șapte luni. În 1933 a jucat în filmul australian In The Wake of the Bounty, regizat de Charles Chauvel, iar în 1934 a jucat în Murder at Monte Carlo, produs de Teddington Studios, un studio deținut de Warner Bros. Ultimul film este considerat pierdut. În timpul filmărilor la Murder at Monte Carlo, Flynn a fost descoperit de directorul executiv al studiourilor Warner Bros., a semnat un contract și a venit în Statele Unite ale Americii. În 1942, Flynn a devenit cetățean naturalizat al SUA.

## Cariera de actor
Flynn a devenit peste noapte o senzație prin primul său rol principal, Captain Blood (1935). A fost repede introdus în filmele de capă și spadă, cum ar fi The Adventures of Robin Hood (Aventurile lui Robin Hood, 1938), The Dawn Patrol (1938), Dodge City (1939), The Sea Hawk (Corsarul, 1940) și Adventures of Don Juan (Aventurile lui Don Juan, 1948).

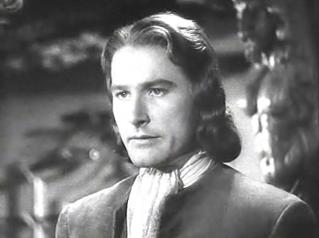
Errol Flynn in filmul Captain Blood (1935)

Flynn a jucat alături de actrița Olivia de Havilland în opt filme, inclusiv Captain Blood, The Charge of the Light Brigade (1936), The Adventures of Robin Hood, Dodge City, Santa Fe Trail (1940) și They Died With Their Boots On (1941). În timp ce Flynn a recunoscut atracția sa pentru ea, afirmațiile lui Rudy Behlmer conform cărora cei doi au avut o relație în timpul filmărilor pentru The Adventures of Robin Hood au fost respinse de Olivia de Havilland. Într-un interviu pentru Turner Classic Movies, ea a spus că relația lor a fost platonică, mai ales datorită faptului că Flynn era deja căsătorit cu Lily Damita.
În timpul filmărilor pentru The Private Lives of Elizabeth and Essex (1939), Flynn și actrița Bette Davis s-au certat în afara platoului, ceea de dus la faptul că Davis l-a lovit mai tare decât trebuia în timpul filmării unei scene. Deși relația dintre cei doi a fost mereu tensionată, Warner Bros. i-a făcut să mai joace împreună. Relația lor în afara platourilor a fost mai târziu rezolvată. Au fost chiar propuși pentru a juca rolurile principale din Gone With The Wind (Pe aripile vântului), dar acest lucru nu s-a materializat.
După ce SUA a intrat în Al Doilea Război Mondial, Flynn a fost adesea criticat pentru eșecul său de a se înrola în armata americană, deși el juca eroi de război în filme. De fapt, Flynn a încercat să se înroleze dar a fost respins din motive de sănătate. Refuzul studioului de a discuta această critică s-a datorat dorinței de a ascunde starea de sănătate a lui Flynn. Nu doar ca a suferit cel puțin un atac de cord, dar a suferit și de tuberculoză, dureri de spate (pe care el le-a tratat mai întâi cu morfină și apoi cu heroină) și perioade de malarie (s-a îmbolnăvit de malarie în Noua Guinee).
În anii 1950, Flynn a devenit o parodie a propriei persoane. Consumul excesiv de alcool și abuzul de droguri l-au făcut să îmbătrânească prematur și să pară umflat. Autobiografia sa, My Wicked, Wicked Ways, a fost publicată cu câteva luni înainte de moartea sa și conține câteva anecdote haioase despre Hollywood.
Romanul său de aventuri, Showdown, a fost publicat în 1946. Prima sa carte, Beam Ways, a fost publicată în 1937.

## Moartea
Flynn a zburat cu Beverly Aadland spre Vancouver la 9 octombrie 1959 pentru a împrumuta iahtul său, Zaca, milionarului George Caldough. Pe 14 octombrie, Caldough îl ducea pe Flynn spre aeroport când deodată a început să se simtă rău. A fost dus în apartamentul unui prieten de-al lui Caldough, doctorul Grant Gould (unchiul celebrului pianist Glenn Gould). A avut loc o petrecere, iar Flynn a încântat oaspeții cu povești și impresii. Deoarece s-a simțit din nou rău, s-a retras într-un dormitor pentru a se odihni. O jumătate de ora mai târziu, Aadland a venit să-l verifice și l-a găsit inconștient: Flynn a suferit un atac de cord masiv.
Errol Flynn a fost înmormântat la cimitirul Forest Lawn Memorial Park Cemetery din Glendale, California. A fost îngropat în sicriul său cu șase sticle de whiskey, un ultim cadou de la prietenii săi de pahar. La moartea sa, ambii săi părinți erau în viață.

## Filmografie
Anii 1930
- 1933 Pe urmele lui Bounty (In The Wake of the Bounty), regia Charles Chauvel
- 1933 I Adore You
- 1934 Crimă la Monte Carlo (Murder at Monte Carlo), r. Ralph Ince
- 1935 The Case of the Curious Bride
- 1935 Don't Bet on Blondes
- 1935 Căpitanul Blood (Captain Blood), r. Michael Curtiz
- 1936 Misiunea brigăzii 41 (The Charge of the Light Brigade), r. Michael Curtiz
- 1937 Green Light
- 1937 The Prince and the Pauper
- 1937 Another Dawn
- 1937 The Perfect Specimen
- 1938 Aventurile lui Robin Hood (The Adventures of Robin Hood), regia Michael Curtiz și William Keighley
- 1938 Four's a Crowd
- 1938 The Sisters
- 1938 The Dawn Patrol
- 1939 Elisabeta și Essex (The Private Lives of Elizabeth and Essex), r. Michael Curtiz
- 1939 Orașul blestemaților (Dodge City)), r. Michael Curtiz

Anii 1940
- 1940 Cavalcada eroică (Virginia City), r. Michael Curtiz
- 1940 Corsarul (The Sea Hawk), r. Michael Curtiz
- 1940 Santa Fe Trail
- 1941 Footsteps in the Dark
- 1941 Au căzut la datorie (They Died With Their Boots On), r. Raoul Walsh
- 1941 Dive Bomber
- 1942 Desperate Journey
- 1942 Gentleman Jim (Gentleman Jim), r. Raoul Walsh
- 1943 Edge of Darkness
- 1943 Northern Pursuit
- 1944 Uncertain Glory
- 1945 Objective, Burma!
- 1945 San Antonio
- 1946 Să nu spui niciodată adio (Never Say Goodbye), r. James V. Kern
- 1947 Cry Wolf
- 1947 Escape Me Never
- 1947 Doamna din Shanghai (The Lady from Shanghai), r. Orson Welles
- 1948 Silver River
- 1948 Aventurile lui Don Juan (Adventures of Don Juan), r. Vincent Sherman
- 1949 It's A Great Feeling
- 1949 That Forstyle Woman

Anii 1950
- 1950 Montana
- 1950 Rocky Mountain
- 1950 Kim, regia Victor Saville
- 1951 Hello God
- 1951 Adventures of Captain Fabian
- 1952 Mara Maru
- 1952 Against All Flags
- 1953 The Story of William Tell
- 1953 The Master of Ballantrae
- 1954 Profesorul lui Don Juan (Maestro di Don Giovanni, II), r. Vittorio Vassarotti
- 1954 Lilacs in the Spring
- 1955 Răzbunătorul negru (The Dark Avenger), r. Henry Levin
- 1955 King's Rhapsody
- 1957 Istanbul
- 1957 The Big Boodle
- 1957 Playhouse 90
- 1957 Soarele răsare din nou (The Sun Also Rises), regia Henry King
- 1958 Prea mult, prea repede (Too Much, Too Soon), r. Art Napoleon
- 1958 Rădăcinile cerului (Roots of Heaven), regia John Huston
- 1959 The Red Skeleton Show
- 1959 Goodbye Theatre
- 1959 Cuban Rebel Girls